# Fable II
Fable II ist ein Action-Rollenspiel und der Nachfolger von Fable. Das Spiel wurde von Lionhead Studios entwickelt und von Microsoft veröffentlicht. Es wurde am 24. Oktober 2008 exklusiv für Xbox 360 veröffentlicht und ist ab 16 Jahren freigegeben.

## Handlung

### Kindheit des Helden
Der Held und seine Schwester, Rose, hören aus einer Gasse lauten Beifall. Rose beschließt daraufhin, dorthin zu gehen. Kurz darauf finden sie einen Händler, der Gegenstände des alten Reiches verkauft.
Als der Verkäufer eine Spieluhr hoch hält und sagt, sie stamme aus ferner Zeit und könne Wünsche erfüllen, sagt Rose, dass es Magie doch gar nicht gebe.
Plötzlich steht eine Frau neben ihnen. Sie erzählt von der alten Zeit, wo man noch an Magie geglaubt hat und dass es armselig sei, dass die Jugend nicht mehr an diese glaube. Rose und ihr Bruder erledigen daraufhin kleine Aufgaben, um Geld zu bekommen, damit sie die Spieluhr kaufen können. Nachdem sie 5 Goldstücke verdient haben, kaufen sie die Spieluhr beim Händler. Aufgeregt rennen sie zu einem abgelegenen Ort in Bowerstone, um die Box genauer zu untersuchen. Als das Mädchen sie öffnet, erklingt aus ihrem Inneren eine Musik und die Box beginnt sich im hellen Licht zu drehen. Rose wünscht sich, im Fairfax Schloss zu wohnen. Das Licht blitzt auf und die Box ist verschwunden. Rose ist sehr enttäuscht, da sie fünf Goldstücke umsonst ausgegeben haben.
In der Nacht erscheint eine Wache vor dem Unterschlupf der beiden Kinder, die ihnen bekannt gibt, dass Lord Lucien sie gerne sehen würde. Die beiden Geschwister brechen mit der Eskorte auf. Nach einiger Zeit erreichen sie das Schloss Fairfax, auf dem Lord Lucien lebt. Lucien erwartet sie schon und ist sehr an den beiden interessiert, als Rose sagt, sie hätten die Spieluhr benutzt. Er bittet sie, in einen Magischen Kreis zu gehen. Nach kurzem Zögern betritt Rose ihn und eine blaue Aura erstrahlt. Auch der Bruder betritt den Kreis, woraufhin dieser aufblitzt. Lucien sagt, dass sie Heldenblut besäßen. Er fasst die Aura an, die sich rot färbt, und Lucien verletzt.
Durcheinander blättert er in einem Buch und flüstert vor sich hin: „Ihr seid zwar Helden, aber keine der Drei, einer von euch ist der vierte!“ Dann erschießt er Rose und gibt auch einen Schuss auf ihren Bruder ab, welcher am Fenster steht. Durch den Treffer fällt er durch das Fenster. Schwer verletzt wird er von Theresa gefunden, welche ihn aufnimmt und trainiert, damit er seiner Bestimmung gerecht werden kann.

### Die Geburt eines neuen Helden
Zehn Jahre sind vergangen, seit Theresa den Helden mitgenommen und ausgebildet hat. Sie schickt den Helden zu den letzten Überresten der Heldengilde: der Schicksalskammer. Dort angekommen erfährt der Held, dass er mit dem Helden, welcher Messer Jack tötete, verwandt ist. Somit stammt auch er von der Archonlinie ab.
Er stellt sich in die Mitte der Kammer, auf ein ähnliches Zeichen, wie bei Lucien. Kurz darauf erwacht sein Heldenblut und er ist nun in der Lage, seinen Willen zu kontrollieren und so Willenskraft anzuwenden. Theresa und er treffen sich in Bowerstone, wo sie ihm den Aufenthaltsort von Lucien verrät, den Zackenturm. Theresa erzählt, dass der Zackenturm als Leiter jeder Magie gedacht gewesen sei. Kurz nach der Fertigstellung wurde der erste Wunsch gesprochen, woraufhin der Turm eine zerstörerische Druckwelle aussandte, die ganz Albion zerstörte. Genau dies habe Lucien vor, doch dazu brauche er die drei Helden: den Helden der Stärke, den Helden des Willens, den Helden des Könnens. Es sei sein Schicksal, diese drei Helden zu finden, damit Lucien sie nicht vorzeitig gefangen nehmen könne.

### Die Suche nach den drei Helden
Nach einiger Zeit findet man heraus, dass ein Mitglied des Tempel des Lichts, genauer gesagt Schwester Hannah, der Held der Stärke ist. Nachdem man mit ihr durch die Quellhöhle gegangen ist und schließlich zurückkehrt, erfährt man, dass der Abt, Hannahs Vater, getötet wurde. Fortan nennt sie sich Hammer und tritt der Gilde bei.
Garth war früher ein Freund und Helfer von Lucien. Er dachte, dass sich Lucien nur aus reiner Neugier mit dem alten Reich befasste. Zusammen fing er an mit Lucien den Zackenturm aufzubauen. Die Freundschaft zerbrach jedoch, als Garth klar wurde, dass Lucien wusste, dass er einer der drei Helden war. Seitdem versteckt er sich im Brightwood Turm, wird aber vom „Kommandanten“ entführt und in den Zackenturm gebracht.
Da der Held Garth gerettet werden musste, muss der Held in den Zackenturm. Lucien rekrutiert Gewinner des Hexenkessels als Wachen auf den Zackenturm. Der Held reist nach Westcliff und gewinnt im Hexenkessel. Danach steht ihm der Weg zum Zackenturm, dem Ort, an dem sich Lucien befindet, offen. Nach einer Schifffahrt erreicht der Held den Zackenturm. Nach einiger Zeit findet der Held Garth, kann ihn aber zu dieser Zeit noch nicht befreien. Der Kommandant erzählt, dass der Turm durch Luciens Hand Albion verändern werde. Nach einigen Wachenaufgaben und Besuchen beim Kommandanten vergehen zehn Jahre.
Der Kommandant schickt den Helden los, um das Fehlen einer Wache zu überprüfen. Als er an den Ort kommt, findet er die tote Wache und daneben Garth. Garth und der Held fliehen. Der Held tötet den Kommandanten. Zusammen fliehen die beiden Helden vom Zackenturm, welcher in den zehn Jahren immer größere Form angenommen hat. Garth tritt, nachdem er mit Theresa gesprochen hat, der Gilde bei. Zusammen machen sich die drei Helden bereit, Reaver zu finden.
Reaver ist der Held des Könnens. Er lebt in einer Villa in Bloodstone. Zusammen reisen Hammer, Garth und der Held zum Haus von Garth, um das Cullis Tor nach Whraithmarsh zu öffnen. Doch sie werden von Luciens Lakaien angegriffen. Im letzten Moment wird das Tor aktiviert und der Held kann hindurchgehen. Es geht jedoch danach kaputt und Garth und Hammer müssen zurückbleiben. Der Held landet in dem ehemaligen Oakvale. Nach einem langen Weg und einem Kampf gegen einen Heulgeist erreicht er endlich Bloodstone. Dort trifft er sich mit Reaver, der bereit ist, ihm zu helfen, sofern er ein Schattensiegel zu den Schatten bringen würde. Nachdem der Held das Schattensiegel abgegeben hat, erfährt man, dass Reaver schon über 200 Jahre alt ist und den Helden an Lucien verraten hat. Allerdings hat Reaver nicht damit gerechnet, dass Lucien ihn auch verraten würde, da Lucien ja auch Reaver haben will. Sie fliehen durch einen geheimen Tunnel und kämpfen sich den Weg nach draußen frei. Dort angekommen treffen sie auch Hammer und Garth.

### Das Ritual
Theresa und die vier Helden reisen zum Heldenhügel. Dort führen sie ein Ritual durch, welches die Waffe beschwören soll welche nötig ist, um Lucien zu besiegen. Nach der Durchführung des Rituals erscheinen Lucien und einige seiner Schergen, entführen Reaver, Garth, Hammer und Theresa. Nach einem kurzen Gespräch will Lucien den Helden erschießen, dessen Hund springt aber in die Schussbahn und wird selbst getroffen. Nun schießt Lucien nochmal und der Held fällt in eine Art Traum.
Der Held wird, als Kind, auf einem wunderschönen Bauernhof von Rose geweckt. Gemeinsam mit ihr spielt er den gesamten Tag, bis er am Abend wieder ins Bett geht. In der Nacht erwacht der Held und hört eine ihm bekannte Melodie. Er folgt ihr und findet am Ende des Weges die Spieluhr. Als er sie aufnimmt geht sein gesamtes Leben noch einmal an ihm vorbei.

### Der Showdown
Der Held erwacht wieder im Zackenturm. Er schreitet den Weg entlang, bis er Lucien und die anderen drei Helden findet. Er setzt die Spieluhr ein, um Lucien seine Macht zu entziehen. Als dieser geschwächt dasteht und einen zornigen Monolog beginnt, erschießt entweder der Held, oder, wenn dieser zu lange zögert, Reaver ihn. Nachdem Lucien tot ist, erscheint Theresa und sagt dem Helden, er habe einen Wunsch frei. Er kann sich zwischen dem Opfer (Wiederbelebung aller Opfer Luciens, gut), der Liebe (Wiederbelebung aller Lieben des Helden, des Hundes, evtl. Familie, neutral) und Reichtum (1 Million Goldstücke, böse) entscheiden. Nach der Entscheidung begeben sich Garth und Reaver nach Samarkand und Hammer in den Norden um unter den Kriegermönchen zu leben. Der Held selbst wird nach Oakfield geschickt, während Theresa auf dem Zackenturm zurückbleibt.
Der Held kann nach Abschluss der Handlung weiterhin offen gebliebene Nebenquests erledigen, die Welt erkunden und an Minispielchen teilnehmen.

## Charaktere
Rose
Rose ist die Schwester des Helden und trägt somit auch Heldenblut in sich. Sie ist sehr tapfer und liebt ihre/n Schwester/Bruder sehr. Sie träumt von einem Leben im Schloss Fairfax. Sie ist es, die sich von der mystischen Spieluhr wünscht in eben jenes Schloss zu gelangen, um dort leben zu können. Als Lucien allerdings herausfindet, dass sie oder ihr Bruder der vierte Held ist, wird sie von Lucien getötet.
Wählt man am Ende des Spiels das Ende „Liebe“ so wird Rose wiederbelebt und man erhält einen Brief von ihr. In diesem erklärt sie, dass sie bei einem netten Mann sei, der eine blaue Robe trägt.
Lucien
Lucien ist der Besitzer des Fairfax Schlosses. Seit seine Tochter und Frau gestorben sind, sieht er in der Welt von Albion einen Fehler. Mit Hilfe des Zackenturms will er Albion neu formen und verändern. Er hat eine Prophezeiung über einen Helden bekommen, der ihn aufhalten wird. Deswegen will er den Helden und dessen Schwester töten. Er wohnt seitdem auf den Zackenturm und jagt Hammer, Garth, Reaver und den Helden. Er wird vom Helden oder Reaver getötet, genauso wie es die Prophezeiung es vorausgesagt hatte.
Theresa
Theresa lebt schon seit über 600 Jahren. Sie war die Schwester des Helden aus Fable(: The Lost Chapters), der Messer-Jack tötete. Sie ist mit dem Helden aus Fable II verwandt und nimmt ihn nach seinem Sturz aus dem hohen Turm auf. Nachdem Lucien tot ist, gehört ihr der Zackenturm.
Im zweiten Add-on namens „See the Future“ zeigt sie dem Helden seine Zukunft, in der er König ist und ein Kind haben wird, in dessen Hand die Zukunft Albions liege.
Barnum
Barnum ist ein Erfinder, der immer merkwürdige Geräte erfindet, welche meist nicht funktionieren. Er hat eine sehr komische Ausdrucksweise, die er aus dem „Thesaurus“-Buch hat. Meistens hilft ihm der Held aus schwierigen Situationen, so hatte er eine Brücke gekauft die aber von Banditen besetzt wurde. Dank dem Helden wurden alle Banditen getötet und die Brücke war wieder nutzbar. Am Ende wird Barnum vom Reaver getötet, da ein Bild, welches Barnum für ihn herstellen wollte, nicht sofort fertiggestellt werden konnte.

## Spielprinzip
In Fable II hat man die Wahl, ob der gespielte Charakter männlich oder weiblich ist. Im Vergleich zu den Teilen Fable und Fable: The Lost Chapters ist die Spielwelt etwa zehnmal größer als in diesen Vorgängern. Die durchschnittliche Spieldauer für die zentrale Geschichte beträgt etwa 15 und für das gesamte Spiel, inklusive der vorhandenen Nebenmissionen, etwa 100 Stunden. Das Spiel verfügt über ein Ein-Button-Kampfsystem, was bedeutet, dass für die Kämpfe im Wesentlichen drei Knöpfe des Controllers nötig sind, in diesem Fall X für einen Schwert-, Y für einen Fern- und B für einen magischen Angriff. Die Spielfigur altert nur im Rahmen der Geschichte und nicht durch ein Aufsteigen in den Stufen, außerdem ist es möglich, dass die Spielfigur sowohl Kinder zeugen, als auch mit Geschlechtskrankheiten infiziert werden kann. Die im Spiel vorhandenen Orte verändern sich teilweise im Laufe der Geschichte. Um im Spiel Geld zu verdienen, reicht es nicht mehr, die Hauptaufgaben zu erfüllen, da es für diese kein Geld mehr gibt. Aus diesem Grund muss man arbeiten gehen. Das Spiel enthält etwa 100 Waffen und sechs Berufe (Attentäter, Schmied, Holzfäller, Wirt, Handlanger und Kopfgeldjäger). Es ist möglich, an gekennzeichneten Stellen über Hindernisse zu springen. Außerdem kann die Spielfigur schwimmen, Hügel hinunterrutschen und von höheren Erhebungen einen Kopfsprung ins Wasser machen. Die Kleidung und die Haare der Spielfigur können in allen Farben frei gestaltet werden. Es gibt im Gegensatz zum Vorgänger zwei weitere Gesinnungsmöglichkeiten, sodass nun zwischen insgesamt vier Zuständen gewählt werden kann. Diese Zustände sind gut, böse, rein und verdorben. Das Spiel verfügt außerdem über einen kooperativen Mehrspieler-Modus für zwei Spieler, der sowohl offline als auch online gespielt werden kann.
Im Spiel werden drei verschiedene Engines verwendet: Die Lionhead Engine, die Havok Engine und die Kynapse Engine. Dabei ist die Lionhead Engine für die Umsetzung der eigentlichen Spielwelt, die Havok Engine für die physikalischen Effekte und die Kynapse Engine für die KI zuständig.

### Waffen
In Fable II gibt es sieben verschiedene Nahkampfwaffenarten, diese sind:
- Langschwerter
- Äxte
- Streitkolben
- Beile
- Hämmer
- Katanas
- Entersäbel

Außerdem gibt es noch so genannte „EPIC-Weapons“.
Daneben gibt es vier verschiedene Fernkampfwaffen, diese sind:
- Armbrüste
- Donnerbüchsen
- Gewehre
- Pistolen

Gewehre und Pistolen werden noch einmal in Steinschloss-, Geschütz- und Uhrwerkwaffen unterteilt. Steinschlosswaffen erzielen den höchsten Schaden, müssen dafür nach jedem Schuss nachgeladen werden. Geschützwaffen haben mittleren Schaden und mehrere Läufe und können somit mehrere Schüsse abgeben und es kann nach jedem Schuss nachgeladen werden, muss aber nicht. Uhrwerkwaffen sind die schwächsten Fernkampfwaffen und haben ein Magazin, das erst nachgeladen wird, wenn es leer ist.

### Gemeinschaften
In Fable II gibt es verschiedene Gemeinschaften. Diese sind:
Die Heldengilde
Die Gründung der Gilde geht weit in die Jahrtausende zurück. In die Zeit in der Albion voller Chaos war. Dieses Chaos entstand, als das Königreich durch den Zackenturm fiel. Albion war am Rande seines Untergangs, bis plötzlich eine neue Hoffnung aus dem Westen kam: Nostro.
Eigentlich war Nostro ein gewöhnlicher Räuber und Söldner. Bis dahin hatte er noch nicht sein volles Potenzial erreicht, bis er schließlich Schnitter begegnete. Schnitter hatte ein sehr hohes Interesse an Nostro und ihm wurde klar, dass Nostro unter seiner Führung wieder Wohlstand nach Albion bringen konnte.
Schnitter begann ihn auszubilden und zeigte ihm wie man eine Führungsposition übernahm. Am Ende seiner Ausbildung war Nostro bereit, Frieden und Wohlstand nach Albion zurückzubringen. Er gründete die Heldengilde und begann junge Männer und Frauen auszubilden. Diese wurden zu den ersten Helden Albions.
Unter der Führung von Schnitter und Nostro war Albion wieder voller Blüte. Aus der Geschichte der Gilde gingen auch besonders mächtige Helden hervor, diese sind: Thunder (im ersten Teil noch Donner), Whisper, Solcius, welcher Avos Träne erschuf, und der Jacktöter, der als stärkster Held aller Zeiten gilt und Messer Jack tötete.
600 Jahre später, als Messer Jack tot war und es keine große Bedrohung mehr gab, wurden die Helden hochnäsig und arrogant. Kurze Zeit später wurde die Gilde von einem wütenden Mob vernichtet.
Der Schattentempel
Kurze Zeit nachdem der Tempel des Skorm vernichtet war, entstand der Schattentempel, der genauso wie der Tempel des Skorm Menschen opfert. Dies tun sie um die Schatten zu besänftigen. Im weiteren Spielverlauf kann der Held den Tempel entweder vernichten oder ihm helfen den Tempel des Lichts zu vernichten.
Der Tempel des Lichts
Der Tempel des Lichts ist das genaue Gegenteil vom Tempel der Schatten. Sie wenden keine Gewalt an und beten die meiste Zeit für Frieden und Wohlstand. Später kann der Held ihm helfen und den Tempel der Schatten stürzen oder den Tempel des Lichts zerstören.
Die Wegelagerer / Die Attentätergilde
Diese Gruppe besteht aus Banditen und Wegelagern, die auch Attentate ausführen. Lord Lucien setzt sie auf den Helden an.

## Erweiterungen
Es existieren zwei Add-ons, die über den Online-Marktplatz Xbox Live erworben und heruntergeladen werden können.
Astloch-Insel
Ausgehend von den Bowerstone-Docks wird der Held im Add-on „Astloch-Insel“ vom U-Boot-Kapitän Gordon von den Bowerstone-Docks zur sogenannten Astloch-Insel gebracht. Dort gibt es neue Quests und Kreaturen sowie neue Waffen, Kleidung und Tränke. Dazu kann die eigene Spielleistung über 50 Bestenlisten auf der Website des Entwicklers mit anderen Spielern verglichen werden.
In die Zukunft sehen
Die Erweiterung „In die Zukunft sehen“ bringt ebenfalls neue Aufträge: In „Die Geister der Schneekugel“ wartet ein ganzes Dorf auf Rettung, das durch einen Fluch in eine magische Schneekugel gebannt wurde. In der zweiten Zusatzmission – „Der verfluchte Ritter“ – muss der Held einen verzauberten Kämpfer von seinem Elend befreien. Daneben bietet die Erweiterung neue Kostüme, wie eine Hobb- oder Balverine-Verkleidung, und neue Tränke. Mit einem speziellen magischen Trunk ist es möglich, den eigenen Hundebegleiter in eine von drei neuen Hunderassen (Dalmatiner, Bluthund, Husky) zu verwandeln. Ebenfalls enthalten ist eine Kampfarena, das Kolosseum. Mit der Erweiterung kann der Hund nun auch als Ausdrucksmittel den Rückwärtssalto erlernen, das zuvor Spielern vorbehalten war, die separat die Fable II Pub Games erworben hatten.

## Versionen
Fable II ist auch in einer limitierten Collector’s Edition erschienen. Diese enthält neben einer Making-of-DVD einen zusätzlichen Dungeon, einen legendären Säbel und eine Halo-ähnliche Rüstung mit Partikelschwert. Die später erschienenen DVD-Ausgaben „Game of the Year Edition“ (2009) und „Xbox Classics“ (2010) beinhalten die zwei Add-Ons und haben diese bereits im Hauptspiel integriert.
Obwohl in Fachkreisen lange Zeit über eine Portierung für den PC spekuliert wurde, kam diese nicht zustande. Erst vom Nachfolger Fable III erschien wieder eine PC-Version.

## Rezeption
Auf Metacritic hält Fable II mit 89 von 100 eine sehr hohe Durchschnittswertung. Das englischsprachige Eurogamer.net vergab mit 10 von 10 sogar die Höchstwertung, während die deutschsprachige Variante mit 8 Punkten wertete. GameSpot lobte die große Spielwelt mit vielen Details und Questvarianten, kritisierte aber dass Handlung und Charaktere an Tiefe vermissen lassen.

„Innovatives Fantasy Abenteuer mit guten Ideen, viel Aktionsfreiheit und jeder Menge Humor. Trotz einiger Nickligkeiten ein Muss für Rollenspieler“

## Romane zu den Spielen
- Peter David: Fable: Der Orden der Balverine, Februar 2011, Panini Verlag, ISBN 978-3-8332-2238-2
- Peter David: Fable: Blood Ties, Oktober 2011, Ace-Verlag, ISBN 978-1-937007-40-9 (englisch)
- Christie Golden: Fable: Edge of the World, August 2012, Del Rey-Verlag, ISBN 978-0-345-53937-3 (englisch)